# Sensibilitätsstörung
Unter einer Sensibilitätsstörung (auch: Empfindungsstörung bzw. Empfindungsfähigkeitsstörung, Missempfindung) versteht man ein neurologisches Symptom in Form einer veränderten Wahrnehmung von Sinnesreizen aus der Körperperipherie.

## Überblick
Bei der Prüfung von Sensibilitätsstörungen sollte immer eine Unterscheidung der verschiedenen sensiblen Qualitäten (Berührung, Temperatur, Vibration, Schmerz, Bewegung, Lage, Kraft) erfolgen. So lässt sich eine Nomenklatur der Sensibilitätsstörungen aufstellen.

### Qualitative Veränderungen
Parästhesien werden oft als „Kribbeln“, „Ameisenlaufen“, „Pelzigkeit“ oder „elektrisierendes Gefühl“ beschrieben. Sie sind meist im Versorgungsgebiet einzelner Nerven oder handschuh- und strumpfförmig an den Gliedmaßenenden lokalisiert. Ursache kann die Übererregbarkeit peripherer, sensibler Rezeptoren und Nervenfasern oder zentripetaler Bahnen, unter anderem der Hirnstränge sein. Dysästhesie und Parästhesie werden oft auch Missempfindungen genannt.
- Dysästhesie – qualitativ veränderte Wahrnehmung, die gegenüber dem Empfinden von Gesunden unangenehm ist
- Parästhesie – unangenehme bis schmerzhafte Empfindungen ohne adäquaten Reiz (gewissermaßen von allein)

### Ausfall oder Verminderung der sensiblen Wahrnehmung
Es kann allgemein zu einem kompletten Ausfall sensibler Afferenzen kommen, sodass keine Empfindungen in der betroffenen Region vorhanden sind. Dem jeweiligen Oberbegriff können verschiedene Störungen untergeordnet werden, die hiervon nur einzelne sensible Modalitäten betreffen.
- Anästhesie (Sensibilitätsstörung) – kompletter Ausfall
  - Analgesie – komplett aufgehobene Schmerzempfindlichkeit
  - Pallanästhesie – kompletter Verlust von Vibrationswahrnehmungen
  - Thermanästhesie – aufgehobene Empfindlichkeit für Temperaturunterschiede

Es werden auch Störungen unterschieden, die sensible Wahrnehmung (allgemein oder modalitätsspezifisch) abschwächen.
- Hypästhesie – allgemein: abgeschwächte sensible Wahrnehmung; speziell: verringerte taktile Wahrnehmung (Tastempfindlichkeit)
  - Hypalgesie – verringerte Schmerzempfindlichkeit
  - Pallhypästhesie – Verminderung von Vibrationswahrnehmungen
  - Thermhypästhesie – verminderte Empfindlichkeit für Temperaturunterschiede
- Dissoziierte Sensibilitätsstörung – nur bestimmte Qualitäten in einem Dermatom oder einer Extremität sind gestört

### Steigerung der sensiblen Wahrnehmung
- Allodynie – Schmerzempfindung ausgelöst durch Reize, welche üblicherweise keinen Schmerz verursachen
- Hyperpathie – Berührungsreize werden als unangenehm oder schmerzhaft empfunden
- Hyperalgesie – erhöhte Schmerzempfindlichkeit (schon leichte Reize können schmerzhaft erscheinen; vgl. Allodynie)
- Hyperästhesie – erhöhte Tastempfindlichkeit

## Therapie
Eine mögliche Therapie richtet sich nach der Grunderkrankung.